# Hélène Gestern
Hélène Gestern est une écrivaine française née en 1971. Elle vit et travaille à Nancy. 

## Biographie

### Enfance et formation
Hélène Gestern naît en 1971. 

### Carrière
Elle est enseignante-chercheuse dans un laboratoire spécialisé dans l'étude du lexique à Nancy. Elle coanime en outre à Paris une équipe de recherche et un séminaire consacré aux écrits personnels (autobiographies, journaux et correspondances). Elle est membre du comité de rédaction de la revue La Faute à Rousseau, consacrée aux questions d'autobiographie. Elle est présidente du jury de présélection du Prix René-Fallet, qui couronne chaque année un premier roman à la suite du vote d'un jury populaire,,.

## Œuvre
Son premier roman, Eux sur la photo, publié en 2011, relate une enquête menée par deux personnages à la recherche de l'histoire de leurs parents, à partir de quelques photographies. Ce roman est traduit en anglais et en italien,. Il remporte le prix René-Fallet, le prix Cezam du Nord-Finistère et est en lice pour le prix du roman Fnac 2011,. Le livre se vend à plus de 80 000 exemplaires. Les droits sont achetés pour le cinéma. 
Son deuxième roman, La part du Feu, remporte le prix des lecteurs 2013 de Corbas-Mions. Il raconte l'histoire de Laurence, qui est à la recherche de son père biologique et croise la route d'un ancien militant d’extrême gauche.
Dans Portrait d’après blessure, publié en 2014, elle s'interroge sur le droit à l'image et les conséquences d'Internet sur nos vies,. Le livre est lauréat de l'Autre Prix 2014 et du prix Erckmann-Chatrian dont le jury qualifie le livre de « roman magnifique, extrêmement bien écrit et magistralement bien construit »,,.
L’Odeur de la forêt est une enquête menée par une historienne de la photographie à propos des lettres et de l'album photographique d'un soldat de la Première Guerre mondiale,,. Le roman est qualifié d'« ambitieuse traversée du XXe siècle et des deux conflits mondiaux » par Libération. Il remporte la Feuille d'or de la ville de Nancy. Il est traduit en allemand et en espagnol. 
En 2017, elle publie un court récit, Un Vertige, d'inspiration autobiographique, qui raconte deux séparations subies par la narratrice avec la même personne. Il est finaliste du Prix Anaïs-Nin.
L’Eau qui dort, publié en 2018, raconte l'histoire d'un représentant de commerce qui disparaît sans laisser de trace et devient jardinier dans le Loir-et-Cher.
Passionnée par la photographie et la ville de Saint-Malo, elle participe en 2019 à l'ouvrage photographique de Gaëlle Magder et Guillaume Lebrun, This is not a map. Saint-Malo, au sein duquel elle écrit les textes.
En 2020, elle publie Armen, un essai biographique et autobiographique autour de la vie de l'écrivain arménien Armen Lubin (ou Chahan Chahnour), qui parcourt les thèmes de l'exil et de l'écriture,. Le livre fait 600 pages. Il remporte le Prix Charles-Oulmont et est finaliste du Prix Fémina essai,. « Un volume à plus d’un titre remarquable. Par la richesse et la précision documentaires comme par la mise en perspective d’un double cheminement, littéraire et humain. Celui de l’écrivain oublié, dont le prénom est affiché en titre, celui de l’écrivaine d’aujourd’hui, qui s’est lancée dans l’entreprise de restitution. Armen Lubin et Hélène Gestern, comme en miroir.» écrit L'Humanité.
Passionnée par les sonates de Domenico Scarlatti depuis son adolescence, elle publie son huitième roman en 2022, 555, qui fait référence aux 555 sonates pour clavecin de ce dernier (nommées en italien essercizi par le compositeur). Le roman commence par une découverte inattendue, celle d'une sonate inconnue de ce compositeur, la 556ème, qui sera ensuite perdue. Le livre est écrit sous la forme d'un polar. Il remporte le Grand Prix RTL / LIRE Magazine littéraire 2022, le 45e Prix Relay des Voyageurs Lecteurs et le 32e Prix Charles-Exbrayat,,.
En 2024, elle publie Cézembre, relatant la saga d’une famille malouine et les secrets d'une grande maison longtemps inhabitée. Cézembre est également le nom d'une île de Bretagne laissée à l'abandon pendant plusieurs décennies en raison de produits toxiques utilisés pendant la Seconde Guerre mondiale, où la nature a pu reprendre ses droits et qui fait questionner l'auteur sur les enjeux environnementaux de notre époque,,. Le roman fait partie de la première sélection du Prix Alexandre-Vialatte 2024. Il s'agit d'un roman à énigme.

## Publications
- Eux sur la photo (Arléa, 2011)
- Le Chat (nouvelle, Émoticourt, 2013)
- La Part du feu (Arléa, 2013), prix littéraire des Lycéens d'Île-de-France 2013
- Portrait d'après blessure (Arléa, 2014), prix Erckmann-Chatrian et prix Culture et Bibliothèques pour Tous
- L'Odeur de la forêt (Arléa, 2016), Feuille d'Or de la Ville de Nancy
- Un vertige (Arléa, 2017)
- L'Eau qui dort (Arléa, 2018)
- Participation à This is not a map. Saint-Malo, de Gaëlle Magder et Guillaume Lebrun (Poetry Wanted, 2019)
- Armen : L'exil et l'écriture, Paris, Arléa, coll. « 1er Mille », 2020, 632 p. (ISBN 9782363082206)
- 555 (Arléa, 2022), prix Charles-Exbrayat, Grand prix RTL-Lire, Prix Relay des Voyageurs Lecteurs pour 555
- Femmes dans la guerre (Éditions du Mauconduit, 2022)
- avec Laure Samama, La Maison sans toit (Editions Light Motiv, 2023)
- Cézembre (Grasset, 2024)
- Toi (Seuil, 2025)

## Distinctions
- 2012 : Prix « Coup de cœur des lycéens » de la Fondation Prince Pierre de Monaco pour Eux sur la photo [38]
- 2012 : Prix René-Fallet pour Eux sur la photo[39],[40]
- 2012 : Prix premier roman de Culture et bibliothèques pour tous de la Sarthe pour Eux sur la photo [41]
- 2013 : Prix littéraire des Lycéens d'Île-de-France 2013 pour La Part du feu
- 2015 : Prix Erckmann-Chatrian pour Portrait d'après blessure[14]
- 2016 : Feuille d'or de la ville de Nancy pour L'Odeur de la forêt[20]
- 2018 : Finaliste du Prix Anaïs-Nin pour Un vertige[21]
- 2020 : Prix Charles-Oulmont pour Armen, finaliste du Prix Fémina essai[26],[27]
- 2022 : Grand prix RTL-Lire pour 555[42]
- 2022 : Prix Relay des Voyageurs Lecteurs pour 555[32]
- 2022 : Prix Charles-Exbrayat pour 555[33]